# Elytron

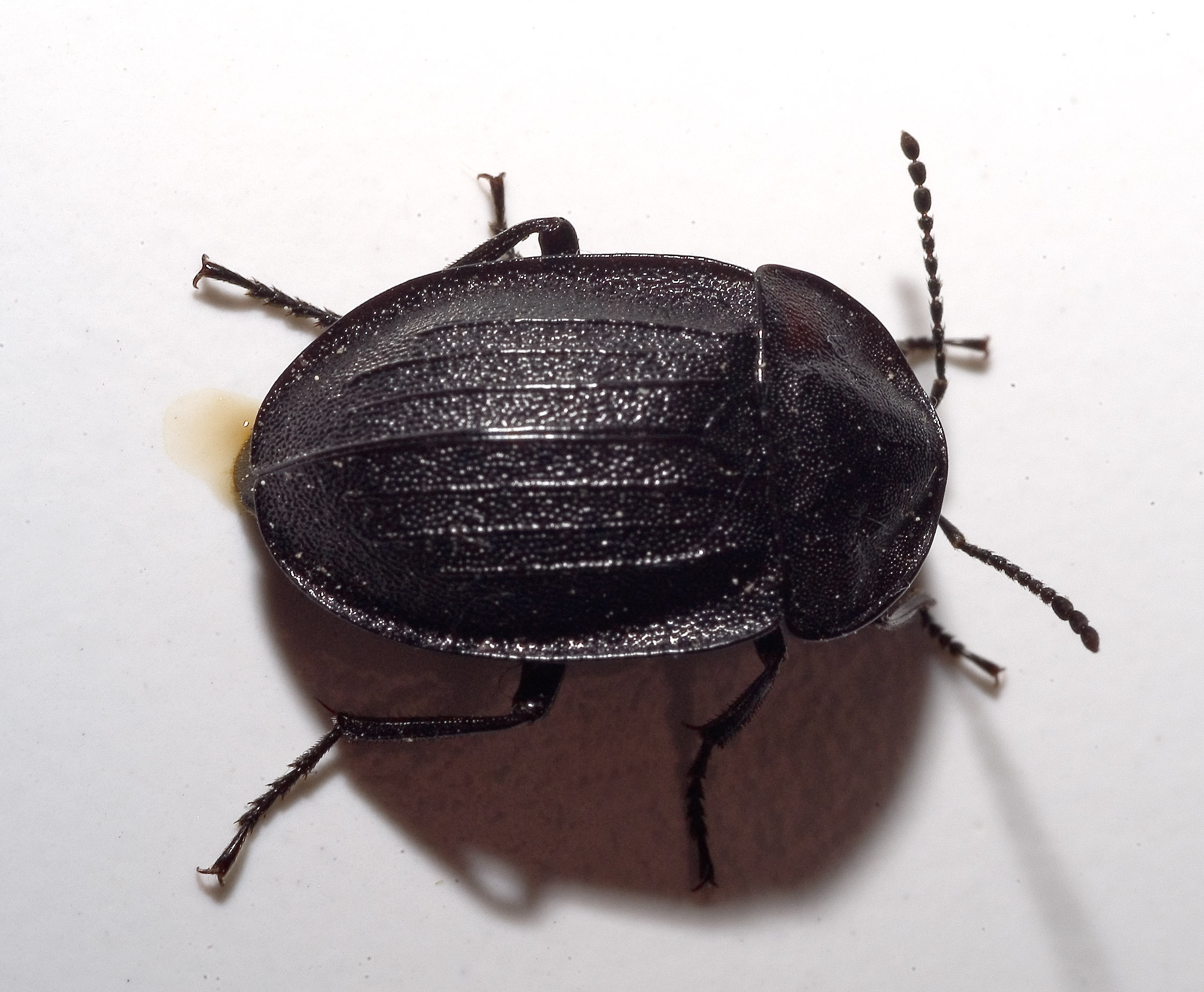
Beim Schwarzen Schneckenjäger (Phosphuga atrata) ähnelt die Struktur auf den Elytren einer Aderung

Elytren (Einzahl Elytron; griech.: élytron „Hülle“, „Decke“) sind die stets aderlosen Deckflügel bestimmter Insekten. Sie sind durch stärkere Chitinisierung verdickt und durch Sklerotisierung verstärkt. Es können Zeichnungen und Strukturen auftreten, die der typischen Aderung von Insektenflügeln ähneln. Diese stammen aber bei Elytren nicht von den Tracheen ab, sondern entsprechen sekundär entstandenen Strukturen. Ist dagegen auf Deckflügeln eine Aderung vorhanden, die auf Tracheen zurückzuführen ist, handelt es sich um andere, von den Elytren abzugrenzende Deckflügeltypen, wie Tegmina oder Hemielytren.
Elytren sind vor allem bei Käfern (Coleoptera) zu finden, aber auch bei Ohrwürmern (Dermaptera) und einigen anderen Insekten. Die Elytren der Käfer bilden einen Schutz für das Gelenk der Hinterflügel, der als Schulterbeule (Humeralkallus) bezeichnet wird. Die Morphologie der Schulterbeule spielt auch bei der Artbestimmung eine Rolle.
Da für alle Deckflügeltypen die Funktion, Form, Größe und Lage im Flug ähnlich ist, siehe dazu Deckflügel.